# Stema statului Alabama, SUA

Stema statului Alabama.

Sigiliu a Guvernatorului

Stema statului Alabama este reprezentată de un scut, ținut de doi vulturi, pe care se găsesc simbolurile celor cinci națiuni care de-a lungul timpului au deținut suveranitatea unei părți sau a întregului teritoriu a ceea ce azi reprezintă statul Alabama. 
Aceste simboluri sunt ale Franței, vechea stemă a Spaniei, mai exact a regiunii istorice Castilia și al Regatului León, steagul Marii Britanii devenit anacronic (vedeți Union Flag) și steagul Statelor Confederate ale Americii.  Scutul Statelor Unite ale Americii este de asemenea prezent.  Marginea superioară reprezintă un vas, "Badine", care a adus coloniștii francezi, cei care au stabilit prima așezare permanentă de origine europeană.  Dedesupt se găsește motto-ul statului, Audemus jura nostra defendere, însemnând "Îndrăznim să apărăm drepturile noastre". 